# Steinkreise in der Höhle von Bruniquel

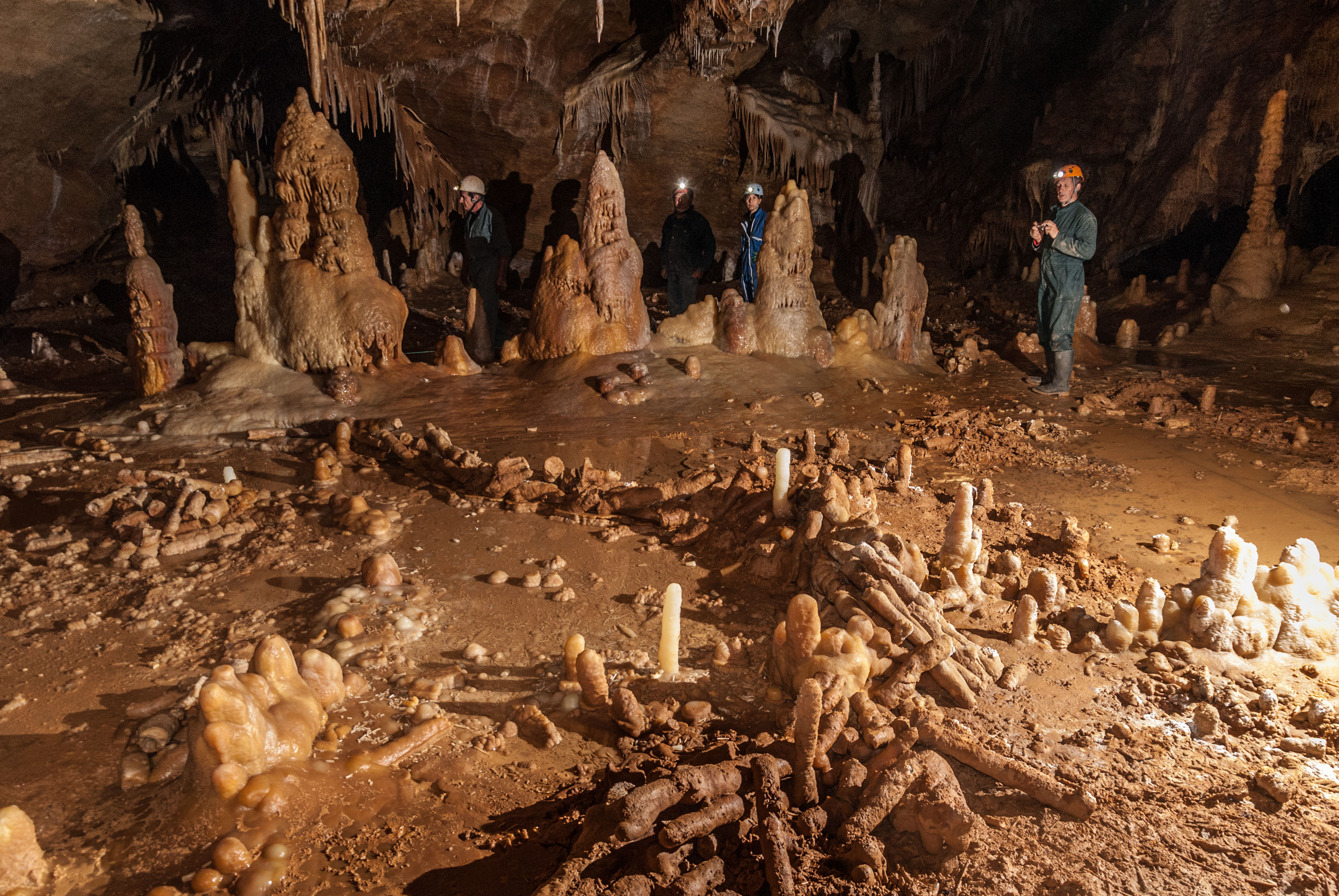
Stalagmitenstrukturen in der Höhle von Bruniquel, 2010

Die Steinkreise in der Höhle von Bruniquel sind nach heutigem Forschungsstand die älteste von Menschenhand gebaute Konstruktion der Welt. Sie wurde vor rund 176.500 Jahren von Neandertalern etwa 350 Meter im Inneren der Tropfsteinhöhle aus abgebrochenen Stalagmiten errichtet. Bruniquel liegt östlich von Montauban im Département Tarn-et-Garonne im Südwesten Frankreichs.

## Entdeckung und Datierung
Die Höhle wurde während des Pleistozäns (bis 11.650 Jahre BP) durch den Einsturz des Eingangs auf natürliche Weise verschlossen und blieb ungenutzt. Erst 1990 entdeckte der Schüler Bruno Kowalczewski den Eingang und ergrub sie im Laufe von drei Jahren. Nach der Entdeckung der Tropfsteinstruktur wurde 1992 ein Lageplan aller Fragmente erstellt. 1993 wurde der 35 mal 25 Meter große Saal vermessen und ein verbrannter Knochen mittels C14-Datierung auf älter als 47.600 Jahre datiert. Nach dem Tod des Grabungsleiters François Rouzaud (1948–1999) wurde die Erforschung der Höhle und der Steinkreise 1999 abgebrochen, so dass lange unklar blieb, wer die Strukturen errichtet hatte.
Erst 2013 nahm ein Team um den Prähistoriker Jacques Jaubert die Erforschung der Höhle erneut auf. Seine Ergebnisse veröffentlichte es 2016 in der Fachzeitschrift Nature. Mithilfe der Uran-Isotope aus den abgebrochenen Kalkzapfen hatte der chinesische Datierungsspezialist Hai Cheng 2014 den Bau der Steinkreise auf die Zeit vor 176.500 Jahren (± 2100 Jahre) datiert. Dadurch ließen sich die Strukturen eindeutig dem Neandertaler zuordnen.

## Deutungsversuche
Die Steinstrukturen wurden bereits bei der Entdeckung der Höhle 1990 gefunden, aber zunächst nicht näher erforscht. Sie befinden sich 336 Meter vom Höhleneingang entfernt. Auffällig sind zwei ovale Strukturen: eine etwa 6,7 mal 4,5 Meter und eine 2,2 mal 2,1 Meter. Sie sind aus vier aufgeschichteten Reihen von etwa gleich großen Tropfsteinstücken aufgebaut. Bei den verwendeten Steinen handelt es sich um Stalagmiten, die vom Boden emporwachsen. Inmitten der Reihen fanden die Forscher kleinere Stücke, die das Bauwerk verstärken. Aus dem gleichen Grund sind einige Tropfsteine von außen schräg an die Reihen gelehnt. Es gibt zudem vier Stalagmitenhaufen mit Durchmessern zwischen 0,55 und 2,6 Metern, von denen sich zwei innerhalb und zwei außerhalb des großen Ringes befinden. Es wurden etwa 400 (von den Forschern „Speläofakte“ genannte) Stalagmitenstücke mit einer Gesamtlänge von 112,4 Metern und einem Gewicht von etwa 2,2 Tonnen verbaut.
Nur wenige Stalagmiten sind intakt, die Hälfte Mittelstücke, ohne Fuß und Spitze. Die Stalagmitenstücke sind gut kalibriert, mit durchschnittlichen Längen von 34,4 cm für den großen und 29,5 cm für den kleinen Ring, was nach Ansicht von Jaubert auf eine vorsätzliche Konstruktion deutet. Alle Strukturen zeigen Anzeichen von Feuer, mit 57 geröteten und 66 geschwärzten Stücken an 18 Stellen. Es wurde verbranntes organisches Material gefunden, einschließlich des 6,7 cm langen Knochens eines Bären oder eines vergleichbar großen Pflanzenfressers. Die Entdeckung deutet an, dass die ausgestorbenen Verwandten des modernen Menschen komplexere Sozialstrukturen besessen haben als bis dahin angenommen. Die modernen Menschen im Aurignacien errichteten (über 100.000 Jahre später) keine Konstruktionen in Höhlen. Es wurden keine anderen Belege für menschliche Aktivitäten oder Malereien gefunden. Allerdings wurde der Eindruck eines Fingers entdeckt.
Karsthöhlen sind lebensfeindliche Umgebungen. Vor der Entdeckung von Bruniquel waren Konstruktionen in Höhlen, die künstliches Licht benötigten, unbekannt. Selbst in den von modernen Menschen während des Jüngeren Paläolithikums sporadisch besuchten Höhlen gibt es keine vergleichbaren Konstruktionen. Nach den Funden ist kaum noch von der Hand zu weisen, dass der Neandertaler über kognitive, soziale und verbale Fähigkeiten verfügte. Dazu kommt die Beherrschung des Feuers, unter anderem in der Funktion als unerlässliches Orientierungsmittel im Dunkeln der Grotte. Als Brennmaterial diente das Fett aus den Knochen, das wie in einer Öllampe verbrannte und etwa zwei Stunden Licht lieferte, wie aus Versuchen der experimentellen Archäologie im Jahr 2017 hervorging. Zudem erzeugen die Knochen entscheidend weniger Rauch als Holz. Diese Beleuchtung war zudem mobil, so dass sie wie eine Art Fackel einsetzbar war.
Der kanadische Ethnoarchäologe Bryan Hayden schloss eine Wohnnutzung aus, vermutet aber eine Verbindung zu heutigen jägerischen Vorstellungen.

## Dokumentationen
- Auf den Spuren der Neandertaler - Das Rätsel der Bruniquel-Höhle. (Originaltitel: Néandertal: le mystère de la grotte de Brunique.) TV-Dokumentation von Luc-Henri Fage, Frankreich 2018/ deutsche Synchronfassung Arte 2019 (permanent abrufbar Auf. youtube.com).
- Neanderthal stone rings in Bruniquel Cave, France. – Video permanent abrufbar Auf: youtube.com.
- Cave Structures Shed New Light on Neanderthals. Video des Centre National de la Recherche Scientifique (National Center for Scientific Research) [CNRS] Auf: dailymotion.com.